# Цент с летящим орлом
Цент с летящим орлом — монета США номиналом в 1 цент. Чеканилась с 1856 по 1858 год. За всё время было отчеканено более 42 миллионов экземпляров.

## История
Новый монетный тип, выпущенный в 1856 году небольшой партией, отличался от предыдущего в первую очередь размером — 19 миллиметров вместо 27–29. Также произошло изменение состава в монете. Цент с летящим орлом является первой монетой США, в составе которой присутствует никель (12 %). За счёт этого монета значительно светлее своих предшественников.
Изображение на аверсе летящего орлана во многом копирует реверс доллара Гобрехта.
Дизайн монеты оказался весьма удачным и популярным среди населения. За 3 года было отчеканено свыше 42 миллионов экземпляров. Необходимость замены монеты связана с тем, что гравёр не учёл, что наиболее выступающие части монеты на аверсе (клюв и хвост орлана) совпадают с наиболее выступающими частями на реверсе (венок), что приводит к быстрой порче штемпелей и появлению монетного брака.

## Тираж
| Год  | Отчеканено в Филадельфии |
| ---- | ------------------------ |
| 1856 | 750 (1500)               |
| 1857 | 17 450 000 (около 500)   |
| 1858 | 24 600 000 (около 180)   |

(в скобках обозначено количество монет качества пруф)
Суммарный тираж монеты составляет более 42 миллионов экземпляров.